# نشان برای آزادسازی خوجاوند
نشان برای آزادسازی خوجاوند (ترکی آذربایجانی: «Xocavəndin azad olunmasına görə» medalı) یکی از مدالهای جمهوری آذربایجان است. این نشان به مناسبت پیروزی جمهوری آذربایجان در جنگ دوم قره‌باغ تأسیس شد.

## تاریخچه
در ۱۱ نوامبر سال ۲۰۲۰، الهام علی‌اف، رئیس‌جمهوری آذربایجان، هنگام عیادت از نظامیان زخمی شده آذربایجانی در جریان جنگ ناگورنو قره‌باغ (۲۰۲۰) از تأسیس نشانهای جدید در این کشور خبر داده و دستورهای مربوط در راستای اعطاء نشان‌ها و جوایزی به غیرنظامیان و نظامیانی که قهرمانی‌ها و حماسه‌آفرینی‌هایی در میدان جنگ و جبهه عقب از خود نشان دادند، صادر کرد. وی همچنین در اقدامی اسامی این مدال‌ها را پیشنهاد داد. در جلسه علنی مجلس ملی این کشور به تاریخ ۲۰ نوامبر سال ۲۰۲۰، پیش نویس قانون اصلاح «قانون تأسیس نشان‌ها در جمهوری آذربایجان» اعلام وصول شد.
در حین همان جلسه، نشان برای آزادسازی خوجاوند به دلیل پیروزی جمهوری آذربایجان در جنگ دوم قره باغ و با اتکا به قانون یادشده، به تأسیس رسید.

## امتیاز
مطابق مصوبه «ایجاد نشان‌های جمهوری آذربایجان»، نشان برای آزادسازی خوجاوند یک درجه کوچک‌تر از نشان برای آزادسازی جبرئیل و یک درجه بالاتر از نشان برای آزادسازی فضولی است.